# Sophisme de la vitre cassée
Ne doit pas être confondu avec Théorie de la vitre brisée.
Pour les articles homonymes, voir vitre brisée.

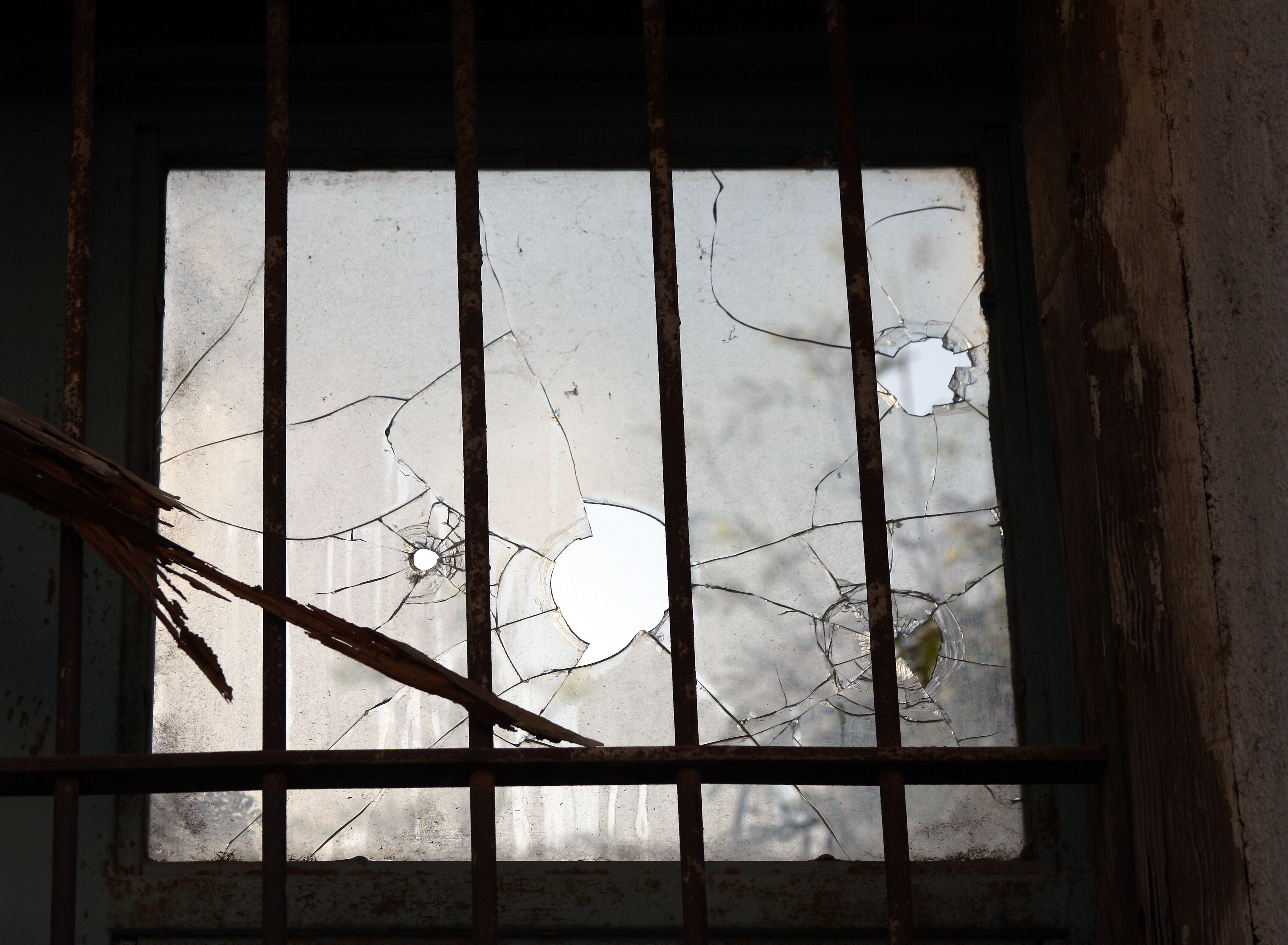
Quand un enfant casse accidentellement une vitre, et qu'il faut alors la remplacer, cet accident constitue-t-il un bénéfice pour la société, en raison de l'activité économique de réparation et de remplacement de la vitre ?

Le sophisme de la vitre cassée est un des « sophismes économiques » décrits par l'économiste Frédéric Bastiat dans son essai Ce qu'on voit et ce qu'on ne voit pas publié en 1850, afin de dissiper l'illusion que la destruction de biens matériels pourrait favoriser l'activité économique et d'illustrer la notion de coût d'opportunité, en particulier l'importance des coûts cachés de toute décision économique.

## Présentation
La vitre cassée est le titre du chapitre I de Ce qu'on voit et ce qu'on ne voit pas. Bastiat part d'une histoire, celle du fils de « Jacques Bonhomme » qui casse un carreau de vitre, et de la réaction des badauds : « À quelque chose malheur est bon. De tels accidents font aller l'industrie. Il faut que tout le monde vive. Que deviendraient les vitriers, si l'on ne cassait jamais de vitre ? »
Bastiat reconnaît que le coût de réparation de la vitre (six francs de l'époque) bénéficie bien directement à l'industrie vitrière (« ce qui se voit »), mais il s'oppose à la conclusion qu'il en résulte un bénéfice pour l'industrie tout entière, car cela néglige les autres usages qui auraient pu être faits de ces six francs (« ce qui ne se voit pas »). De plus, si la vitre n'avait pas été brisée, Jacques Bonhomme aurait pu consacrer le même argent à l'achat d'une paire de chaussures, et « aurait eu tout à la fois la jouissance d'une paire de souliers et celle d'une vitre. »
Il en conclut que « la société perd la valeur des objets inutilement détruits », ce qu'il résume par : « destruction n'est pas profit. »
Aujourd'hui, la critique peut s'étendre aux indicateurs économiques « classiques » (le PIB et la valeur ajoutée) au détriment du patrimoine, ainsi qu'à la critique envers l'obsolescence programmée.

## Portée
Pour Michael C. Behrent et une partie de la droite américaine, la critique de Bastiat comprend une portée épistémologique dans laquelle le sophisme de la vitre cassée que Bastiat dénonce révèle une conception solipsiste de l'économie : pour celui qui l'énonce, la réalité se limite à ce qu'il perçoit. Il ignore systématiquement ce qu'il ne voit pas au profit de ce qu'il voit, une conception solipsiste qui prête de surcroît à favoriser l'interventionnisme de l'État. En effet, l'État ponctionne des revenus de la société, qui a des fins diffuses et invisibles, pour construire des grands projets et créer des emplois visibles de tous.

## Applications
Ce sophisme se retrouve dans des idées intuitives courantes comme celle que les guerres feraient marcher l'économie : On montre une activité visible liée à la consommation ou l'activité humaine, mais cette activité aurait pu être utilisée à autre chose qu'à la restauration de ce qui est détruit.
Frédéric Bastiat applique en conclusion le même raisonnement aux restrictions au libre-échange : « il est absurde de voir un profit dans une destruction. (...) il n’est pas moins absurde de voir un profit dans une restriction, laquelle n’est après tout qu’une destruction partielle ».